# Carlo Orlandi (rugbista)
Carlo Orlandi (Piacenza, 1º novembre 1967) è un ex rugbista a 15, allenatore di rugby a 15 e dirigente sportivo italiano, in carriera attivo nel ruolo di tallonatore e vincitore con l'Italia della Coppa FIRA 1995-1997.

## Biografia
Nato a Piacenza e cresciuto nel Lyons, con esso Orlandi esordì in massima divisione; messosi in luce a livello nazionale, fu convocato da Bertrand Fourcade per la selezione italiana nel 1992, e debuttò in un match contro la Scozia A; il primo full international fu l'anno seguente contro la Spagna nella Coppa FIRA 1992-94.
Convocato per la Coppa del Mondo di rugby 1995 dal nuovo tecnico Georges Coste, scese in campo in tutti i tre incontri che videro impegnata la Nazionale italiana.
Passato al Milan nel 1995, vinse il campionato alla sua prima stagione nel capoluogo lombardo; nel 1997, con l'Italia, fu tra i protagonisti della vittoria in Coppa FIRA 1995-97, ottenuta battendo in finale a Grenoble la Francia per 40-32; fu la conquista del primo trofeo ufficiale per il rugby italiano e la prima vittoria in assoluto sui transalpini.
Per un biennio, dal 1998 al 2000, militò nel Rovigo, poi chiuse la carriera nella stagione 2000-01, disputata nelle file del Piacenza.
Disputò il suo ultimo incontro internazionale nel corso del Sei Nazioni 2000, contro la Francia.
Passato al settore tecnico, si formò in seno ai quadri federali, e gli fu affidata nel 2001 la nazionale Under-19; partecipò poi nel 2002 alla Coppa del Mondo di categoria con la nazionale Under-21; infine, dal 2003, è l'allenatore degli avanti della Nazionale maggiore; ha collaborato con i C.T. John Kirwan, Pierre Berbizier, Nick Mallett e, dal 2011, Jacques Brunel; a tali incarichi affianca anche quello di responsabile nazionale per la formazione dei tecnici di primo livello sempre per la Federazione Italiana Rugby.

## Palmarès
- Coppa FIRA : 1
Italia: 1995-97
- Campionati italiani: 1
Milan: 1995-96